# Ville-Savoye
 Ville-Savoye  là một xã ở tỉnh Allier, vùng Hauts-de-France thuộc miền bắc nước Pháp.